# Falwel
Falwel este o comună rurală din departamentul Loga, regiunea Dosso, Niger, cu o populație de 41.486 de locuitori (2001).